# Brachys barberi
Brachys barberi es una especie de escarabajo barrenador metálico del género Brachys, categorizada en la tribu Trachyini, de la subfamilia Agrilinae.

## Taxonomía
Fue descrita científicamente por Fisher en 1924.
Tratamiento taxonómico
La especie aparece registrada y publicada en A new species of Brachys from Arizona. Proceedings of the Entomological Society of Washington 26(1):12-13. (1924).